# Liolaemus yarabamba
Liolaemus yarabamba — вид ігуаноподібних ящірок родини Liolaemidae. Ендемік Перу. Описаний у 2021 році.

## Поширення і екологія
Liolaemus yarabamba відомі з типової місцевості, розташованої в районы Пампи-Ярабамби в регіоні Арекіпа, на висоті 2516 м над рівнем моря.